# محمد الكرجي القصاب
أَبُو أَحْمَدَ مُحَمَّدُ بنُ عَلِيِّ بنِ مُحَمَّدٍ الكَرَجِيُّ (غير معروف - 360ه / غير معروف - 970م) الحافظ الفقيه المفسر المجاهد المعروف بالقصاب، وسمي بالقصاب لكثرة ما قتل من غير المسلمين في الغزوات.
عاش في كرج في وسط إيران، وقضى وقتا من عمره في الجهاد في عهد الخلافة العباسية. توفي سنة 360 هجرية، الموافق 970 ميلادية.

## اسمه ونسبه
هو أَبُو أَحْمَدَ مُحَمَّدُ بنُ عَلِيِّ بنِ مُحَمَّدٍ الكَرَجِيُّ المعروف بالقصاب. وسمي بالقصاب لكثرة ما قتل من غير المسلمين في الغزوات.
والكرجي نسبة إلى مدينة كرج في إيران.

## مولد ونشأته

### مولده
لم تذكر المصادر التي ترجمت له شيئا عن ولادته، ولكن بالنظر إلى شيوخه الذين روى عنهم يتبين أنه كان موجودا بعد سنة 280 ه.

### نشاته وحياته
لا يُعرف الكثير عن نشأته وتفاصيل حياته، إلا أنه عاش في مدينة كرج بوسط إيران، ونشأ في بيت علم؛ حيث كان والده من المحدثين ومن أصحاب علي بن حرب الطائي.
قضى وقتا من عمره في الجهاد في عهد الخلافة العباسية، فكان معروفًا بالشجاعة والإقدام، شديد الفتك بأعداء الإسلام، حتى اشتهر بذلك ولُقّب بـ القصّاب.

## شيوخه وتلامذته
عاش القصاب في فترة زاخرة بالعلماء مما جعله يلتقي بهم ويتلقى العلم على عدد كبير منهم، وذكر أهل التراجم بعضهم، فمنهم: أبوه علي بن محمد الكرجي، ومحمد بن العباس الأخرم، ومحمد بن إبراهيم الطيالسي، وعبد الرحمن بن محمد بن سلم، وجعفر بن أحمد بن فارس، والحسن بن يزيد الدقاق.
وحدث عنه ابنه علي أبو الحسن، وابنه عمار أبو الفرج، وأبو المنصور مظفر بن محمد بن حسين البروجردي، وطائفة.

## مؤلفاته
- نكت القرآن الدالة على البيان في أنواع العلوم والأحكام.[4]
- تأديب الأئمة.
- ثواب الأعمال.
- عقاب الأعمال
- الرد على أهل الأهواء بالأخبار.
- الرد على الباهلي والدوري وابن ابي يعقوب.
- الرد على المخالفين.
- كتاب الزكاة.
- شرح النصوص.
- كتاب السنة.
- كتاب الصلاة.
- كتاب الطهارة.
- وصف الإيمان وشرح زيادته ونقصانه.[5][6][7]

## الحياة
كان القصاب يُعتبر من بين علماء العقيدة السائدين، وكان يعارض بشدة كل من المعتزلة والجهمية. وفي تفسيره للقرآن الكريم، كان كثيرًا ما يشير إلى الحجج اللغوية لإثبات وجهة نظره. وقد اشتهر القصاب بين علماء الدين المسلمين برأيه القائل بأن شهادة المجرم المدان يمكن قبولها لاحقًا في قضايا غير ذات صلة إذا قام بالتوبة العلنية عن جريمته. وكما هو الحال مع ابن حزم الذي جاء بعده، لم يقبل القصاب الحديث المتعلق برفض شهادة المحكوم عليه باعتباره مرتبطًا ارتباطًا أصيلاً بالنبي محمد. هذه القضية محل نقاش كبير في الشريعة الإسلامية .

## الاستشهادات
1. 1 2  "ص213 - كتاب سير أعلام النبلاء ط الرسالة - القصاب أبو أحمد محمد بن علي بن محمد - المكتبة الشاملة". shamela.ws. مؤرشف من الأصل في 2025-06-26. اطلع عليه بتاريخ 2025-08-16.
2. ↑  محمد بن علي الكرجي المعروف بالقصاب، محمد. نكت القرآن الدالة على البيان في أنواع العلوم والأحكام (ط. الأولى). دار ابن القيم بالدمام - دار ابن عفان بالقاهرة. ج. 1. ص. 19–20.
3. ↑  محمد بن علي الكَرَجي المعروف بالقصاب، محمد. نُكَت القرآن الدالة على البيان في أنواع العلوم والأحكام (ط. الأولى). دار ابن القيم بالدمام - دار ابن عفان بالقاهرة. ج. 1. ص. 23–24.
4. ↑  Hemeidah, pg. 149.
5. ↑  محمد بن علي الكَرَجي، المعروف بالقَصّاب، محمد. نُكَت القرآن الدالة على البيان في أنواع العلوم والأحكام (ط. الأولى). دار ابن القيم بالدمام - دار ابن عفان بالقاهرة. ج. 1. ص. 31–36.
6. ↑  Ahmad Al-Saiid Zaki Hemeidah, Repentance as a Legal Concept, pg. 26. Master's thesis for the جامعة أريزونا's Department of Near Eastern Studies, 2011. نسخة محفوظة 2017-07-06 على موقع واي باك مشين.
7. ↑  Abdul-Raof, pg. 282.
8. ↑  Um Abdullah al-Misawi, Are Allah's Attributes Real or Figurative?. Beliefs of The Righteous Salaf, February 21, 2012. نسخة محفوظة 2024-03-02 على موقع واي باك مشين.
9. ↑  Um Abdullah al-Misawi,The Belief In The Throne of Allah. Beliefs of The Righteous Salaf, June 25, 2011. نسخة محفوظة 2023-12-01 على موقع واي باك مشين.
10. ↑  Um Abdullah al-Misawi, The Belief of the Salaf In Allah's Elevation & Istiwa on the Throne: Scholars After the Salaf, part 3 of 3. Beliefs of The Righteous Salaf, September 19, 2010. نسخة محفوظة 2024-11-30 على موقع واي باك مشين.
11. ↑  Hemeidah, pg. 121.
12. ↑  Hemeidah, pgs. 127-128.